# زخم (فیلم ۱۹۹۳)
زخم 
(به تلوگویی: Gaayam) فیلمی محصول سال ۱۹۹۳ و به کارگردانی رام گوپال وارما است. در این فیلم بازیگرانی همچون جاگاپاتی ببو، رواتهی، اورمیلا ماتوندکار و کوتا سرینیواسا راو ایفای نقش کرده‌اند.